# Salle Sidi Mohammed
 (mars 2025).
La Salle omnisports Sidi-Mohammed (en arabe : قاعة سيدي محمد) est une salle couverte  d'une capacité de 1 000 places, située à Casablanca, elle accueille chaque année les matchs des sections omnisports du TAS de Casablanca.